# José Eusebio Acosta
José Eusebio Acosta Peña (Carúpano, estado Sucre, Venezuela, 14 de agosto de 1824 - Cumaná, estado Sucre, Venezuela, 25 de abril de 1882) fue un político y militar venezolano simpatizante de los liberales.